# Тім Фостер
Тім Фостер  (англ. Tim Foster; 19 січня 1970) — британський веслувальник, олімпійський чемпіон.

## Виступи на Олімпіадах
| Олімпіада      | Дисципліна                        | Місце |
| -------------- | --------------------------------- | ----- |
| Барселона 1992 | вісімка розстібна зі стерновим    | 6     |
| Атланта 1996   | четвірка розстібна без стернового | 3     |
| Сідней 2000    | четвірка розстібна без стернового | 1     |

## Зовнішні посилання
- Досьє на sport.references.com [Архівовано 20 вересня 2011 у Wayback Machine.]

1. ↑  Foster